# نوتر-دام-دو-بون-کونسیی، کبک (روستا)
نوتر-دام-دو-بون-کونسیی (به فرانسوی: Notre-Dame-du-Bon-Conseil) روستایی در منطقه شهری درومون ناحیه سانتر-دو-کبک در استان کبک کانادا است. در سرشماری سال ۲۰۱۱ این روستا ۱٬۴۳۳ نفر جمعیت داشته‌است و مساحت آن ۴٫۲۲ کیلومتر مربع است.